# Homoparentalité

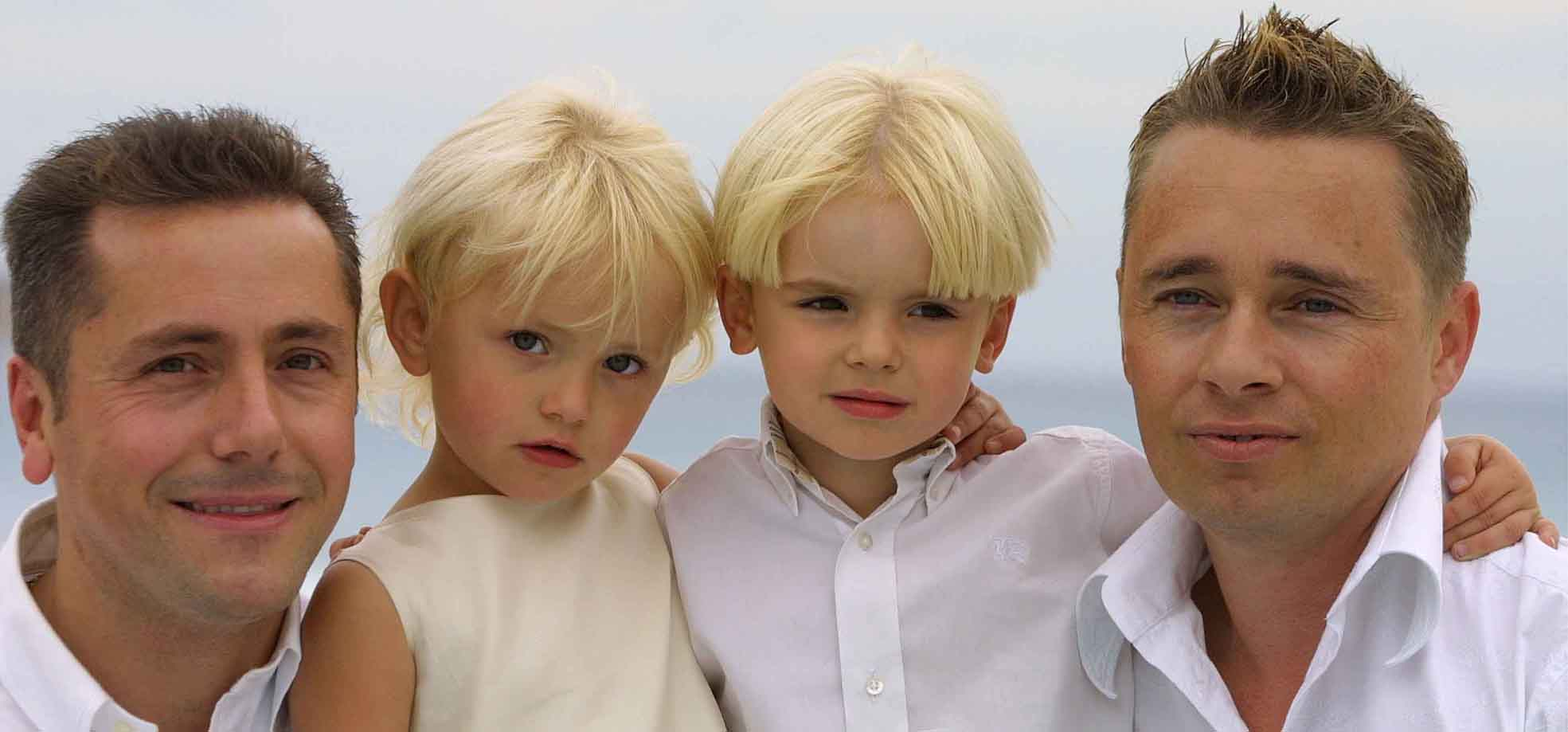
Famille homoparentale.

Pour un article plus général, voir Parentalité LGBT.
L'homoparentalité définit une structure familiale dans laquelle un couple de même sexe élève un ou des enfants, ou bien l'ensemble des situations dans lesquelles l'enfant a au moins l'un de ses deux parents qui se définit comme gay ou lesbienne.
Les enfants peuvent  être nés au sein d'unions antérieures du couple, être issus d'une forme de coparentalité entre un couple lesbien et un couple gay, être conçus par don de sperme artisanal ou procréation médicalement assisté pour les couples lesbiens, avoir été conçu par gestation pour autrui pour les couples gays ou avoir été adoptés. L'accès légal à ces techniques varient grandement en fonction des pays.
Les familles homoparentales font l'objet de polémiques pouvant être vives, en particulier sur l'effet que ce mode parental peut avoir sur le développement des enfants.

## Formes
L'homoparentalité implique la présence d’au moins un parent homosexuel. Cette définition regroupe plusieurs situations familiales différentes.

### Transidentité d'un des deux parents
La transition de genre d'un des deux parents d'une famille hétérosexuelle résulte en une famille à la fois homoparentale et transparentale. La naissance des enfants peut aussi avoir lieu après la transition, en l'absence de chirurgie de réattribution sexuelle, dans les cas d'un couple composé soit dune femme cis et une femme trans, soit d'un homme trans et d'un homme cis.

### Unions hétérosexuelles antérieures
Il arrive que l'un des parents légaux de l'enfant, ayant conçu un enfant lors d'une union hétérosexuelle antérieure (où il y avait déjà homoparentalité), vive dans une nouvelle union avec une personne du même sexe qui est alors un beau-parent. Ce beau-parent, comme dans toute situation de beau-parentalité,,, peut selon les cas s'investir à des degrés divers dans l'éducation et les soins portés à l'enfant, et éventuellement le traiter comme si c'était son propre enfant, indépendamment de la filiation.
Le beau-parent de même sexe (comme de sexe différent) peut bénéficier selon les législations nationales de plus ou moins de dispositions visant à faciliter la vie courante (statut du beau-parent, possibilité de délégation de l'autorité parentale), mais peut aussi en être dénué,. La possibilité d'adoption de l'enfant du conjoint (permettant de transformer une beau-parentalité en parentalité pleine et entière par l'établissement d'une filiation légale) est offerte dans plusieurs législations nationales en l'absence d'un second parent légal vivant,.

### Coparentalité
Il y a là de deux à quatre personnes autour du berceau de l'enfant : les parents biologiques, ainsi que leurs conjoint et conjointe respectives.
À la différence des beaux-parents qui arrivent dans un second temps, les partenaires sont des coparents, car ils sont prêts à s'engager vis-à-vis de l'enfant dès sa conception. Ils assurent le quotidien comme les parents naturels et se sentent des parents à part entière même s'ils n'en ont pas le statut légal.

### Procréations médicalement assistées
Selon les pays, les centres de procréations médicalement assistées peuvent réaliser des inséminations artificielles auprès d'une personne célibataire, une femme en couple homosexuel ou uniquement une femme mariée ou en couple avec un homme. Des législations, telles que la France, peuvent explicitement exclure les hommes trans de ces techniques. Les femmes trans peuvent faire congeler leur sperme avant leur transition, afin de l'utiliser pour avoir un enfant avec une femme cis, même si à nouveau des pays interdisent cette pratique,.
Les modalités de la procréation médicalement assistée varient : la réception d'ovocytes de la partenaire, où grossesse et don d'ovocyte sont réalisés chacun par une personne différente du couple, est ainsi effectuée en Espagne dès 2007 mais est interdite dans d'autres pays. 
Des travaux théoriques sont en cours sur la création d'un zygote à partir de deux femmes qui permettrait aux deux femmes d'être des mères biologiques, mais il n'a pas encore été mis en œuvre dans la pratique.

### Don de sperme artisanal
Le don de sperme artisanal est une technique de procréation non médicalisée. L'insémination se fait sans contrôle médical soit en introduisant, à l'aide d'une seringue ou d'une pipette (donc sans qu'il n'y ait de rapport sexuel), du sperme frais dans le vagin, soit par un rapport sexuel. En France, une enquête de 2014 sur les familles homoparentales lesbiennes relevait que 14 % (55 sur 405) des mères ont déclaré qu'elles y avaient eu recours et que « concevoir un enfant avec l’aide d’un donneur connu devient le deuxième choix derrière l’AMP ». Ce choix est aussi celui de démarches coparentales, de couples d'hommes et d'hétérosexuels ou homosexuels sans partenaire de vie inclus dans de telles démarches, de femmes célibataires.
L'insémination ayant été réalisée hors du cadre législatif du pays encadrant la procréation médicalement assistée et l'établissement de la filiation de l'enfant sont soumis aux règles générales du droit ayant cours dans le pays où la femme accouche,.
Suivant les pays, l'insémination artificielle hors du contrôle médical peut être illicite. Elle l'est par exemple en France. Les difficultés du contrôle sur cet ensemble de dimensions ont pu être soulignées.

### Gestation pour autrui
La législation concernant la gestation pour autrui varie grandement d'un pays à l'autre : elle est totalement interdite en France, pour la totalité des couples (de même sexe ou de sexe différent) comme pour les célibataires. Elle peut concerner les seuls couples hétérosexuels, être autorisée dans certains des États d'un pays fédéral et interdite dans d'autres (comme aux États-Unis), encadrée par la loi (comme au Canada — hors Québec —, au Brésil ou en Inde), ou encore simplement autorisée comme en Afrique du Sud (sans indemnisation de la mère de substitution) ou en Russie (procréation pour autrui, y compris lucrative, du fait d'un vide juridique).
En dépit de la législation établie, on constate des inégalités quant au fait de faire valoir la parentalité. Au Québec, la double paternité ne possède pas le même niveau de reconnaissance que la double maternité. La loi sur la filiation adoptée en 2002, LQ 2002 C6, a permis que deux femmes puissent être reconnues légalement sur l’acte de naissance de leur enfant, sans que l’une des mères n’ait à passer par le processus d’adoption. Cependant, la loi ne présente pas cet avantage pour les pères. La loi s’appuie sur le principe que « la mère est toujours certaine », ainsi la femme qui accouche est toujours d’abord considérée comme la mère. Alors, et bien qu’un des pères puisse être inscrit sur l’acte de naissance de l’enfant, le statut de parent de l’autre père n’est pas toujours garanti.

#### Choix de la gestation pour autrui
Pour certains couples homoparentaux, le choix de la gestation pour autrui est le résultat d’une élimination des autres possibilités. Par exemple, l’adoption, bien qu’accessible en théorie aux hommes et femmes célibataires et en couple de même sexe, est très peu accordée aux hommes seuls et en couple homosexuel. De plus, certains couples peuvent craindre de ne pas avoir les ressources nécessaires pour encadrer un enfant handicapé ou marqué par des blessures. La coparentalité, quant à elle, dissuaderait des couples par l’instabilité qu’elle procure à l’enfant qui doit passer d’un foyer à l’autre lorsqu’il est question de partager la garde de l’enfant. De plus, le fait d’avoir plus de deux parents constitue un enjeu rendant notamment plus difficiles les ententes quant à la façon d’élever l’enfant. Aussi, il existe des cas de couples gais s’étant fait écarter du projet par des couples lesbiens au nom de la compétence maternelle. De plus, la pluriparentalité n’est pas reconnue partout, ce qui rend difficile le choix de cette option.
La gestation pour autrui (GPA) constitue un avantage pour les couples qui souhaitent être engagés dans le processus, dès le début de la grossesse. Contrairement à la maternité pour autrui (MPA), qui est aussi une forme de GPA, mais qui implique que ce soient les ovules de la femme qui porte l’enfant qui sont utilisés, la GPA simple est caractérisée par le fait que les ovules ne proviennent pas de la femme portant l’enfant. Ainsi, la question du lien biologique ne constitue pas un enjeu aussi majeur pour les couples choisissant cette technique de conception. Cependant, l'enjeu n'en est pas moins fort concernant l'enfant, la mère porteuse également biologique et leur lien. Dans tous les cas, des enjeux sont relatifs aux interactions physiologiques et affectives entre l'enfant et la femme qui le porte, quel que soit leur lien biologique, et à ce que représente leur rupture.

### Adoption
L’adoption homoparentale est l’adoption d’un enfant par un couple homosexuel ou, à titre individuel, par une personne homosexuelle, pansexuelle ou bisexuelle. Son statut est lié au statut légal de l’homosexualité dans la juridiction considérée : interdite dans les pays où l’homosexualité est interdite ou réprimée, généralement autorisée dans les pays où le mariage entre personnes de même sexe est légal. Dans les pays où l'homoparentalité n'est pas reconnue, l'adoption par un seul des membres du couple (à titre individuel donc) est parfois possible.
En Belgique, le statut de cohabitant légal permet l'adoption sous certaines conditions.

## Contexte social

### Lien avec les grands-parents
Lorsqu’il est question d’homoparentalité, la reconnaissance du lien de grand-parent n’est pas toujours acquise, y compris du point de vue des personnes en couple concernées. Selon une recherche menée en France par la sociologue Martine Gross, lorsqu’il s’agit des grands-parents biologiques, dans 100% des cas, les grands-parents reconnaîtraient leur rôle. Lorsqu’il est question des grands-parents « sociaux », c’est-à-dire qui n’ont pas de lien biologique avec leur petit-enfant, cette reconnaissance est de 30% dans le cas des couples de femmes et de 10% dans le cas des couples d'hommes.

### Législation
De par le monde, la reconnaissance légale de l'homoparentalité et sa traduction dans le droit soulève plusieurs questions autour de l'autorité parentale, de l'adoption, de la PMA et de la GPA, notamment :
- le maintien de l'autorité parentale d'une personne ayant révélé son homosexualité, sa bisexualité ou sa pansexualité ;
- l'adoption à titre individuel par une personne homosexuelle, bisexuelle ou pansexuelle sans partenaire de vie, notamment de sexe différent ;
- l'adoption par un couple de même sexe ;
- l'adoption par une personne homosexuelle, bisexuelle ou pansexuelle des enfants de son partenaire de vie ;
- le partage de l'autorité parentale dans les couples de même sexe ;
- l'accès des femmes ne vivant pas en couple avec un homme, surtout des couples de femmes, à la PMA, mais aussi les pratiques discriminantes sur l'orientation sexuelle réelle ou supposée des personnes célibataires souhaitant par exemple adopter[26] ;
- l'établissement de la filiation de la coparente ;
- l'accès à la GPA pour les couples de même sexe, dans les pays où elle est ouverte aux couples de sexe différent ;
- la transcription de l'état civil d'un enfant né par GPA à l'étranger pour les pays ne l'autorisant pas sur leur territoire.

Ces points ont fait l'objet de nombreuses études de droit et de droit comparé,,,.

#### L'homoparentalité dans l'Union européenne
L'homoparentalité est reconnue légalement dans 17 des 27 pays de l'Union européenne (Allemagne, Autriche, Belgique, Danemark, Espagne, Estonie, Finlande, France, Irlande, Italie, Luxembourg, Malte, Pays-Bas, Portugal, Royaume-Uni, Slovénie et Suède) qui admettent dans leur législation l'adoption d'enfants par des couples de même sexe ou au moins l'adoption d'un enfant biologique par le partenaire de même sexe d'un de ses parents ou l'établissement de la comaternité, sous des formes plus ou moins étendues. La Croatie connaît quant à elle un régime spécifique de tutelle conjointe qui se rapproche de l'adoption par le partenaire du parent.

### Acceptation sociale

#### Les préjugés
Depuis le début du 21e siècle, les enjeux concernant la communauté LGBT occupent une plus grande place dans la société et dans les familles. Depuis cette évolution, la question de l’homoparentalité fait l’objet d’études et d’investigations sociologiques en lien avec le bon fonctionnement de la famille. Les publics ont émis certaines inquiétudes par rapport à l’homoparentalité et l'effet que ce type de filiation pourrait avoir sur l’évolution des enfants.
Alors que le modèle traditionnel de la filiation est formé du père et d’une mère, plusieurs critiquent le modèle de famille homoparental et se questionnent sur la répartition des rôles lorsque les deux parents sont du même sexe. Les familles homosexuelles ne cherchant pas à remplacer ou limiter ce cadre normatif, redéfinissent toute de même les notions de parentalité et d’organisation familial, ce qui révèle de nouvelles dynamiques qui peuvent bousculer les conventions sociales ou le normes sociales liées à la structure traditionnelle. « Intentionnellement ou non, les parents homosexuels ont des pratiques qui manifestent ouvertement la volonté de sortir du cadre institué de la famille et de la parentalité puisqu’elles ne peuvent être interprétées comme une réparation ou une substitution au cadre biparental et bisexué ». Le débat central sur la parentalité homosexuelle met en lumière la remise en question des normes des familles traditionnelles.

##### Les préjugés sur l'éducation
La question qui revient le plus fréquemment concerne l’éducation des enfants. Les familles homoparentales sont confrontées à des questionnements tels que le développement cognitif, émotionnel et social des enfants. Les parents homoparentales peuvent ressentir un certain stress par rapport à l’homophobie, ce stress qui pourrait éventuellement entraîner des répercussions sur la santé et le bien être des parents.Pour plusieurs, les familles homoparentales représentent une déconstruction des représentations traditionnelles des organisations familiales. Pour d’autres, l’absence d’un modèle masculin ou féminin entraînerait des problèmes sur l’identité de genre de l’enfant et l’acceptation sociale de celui-ci.

## Critiques et controverses

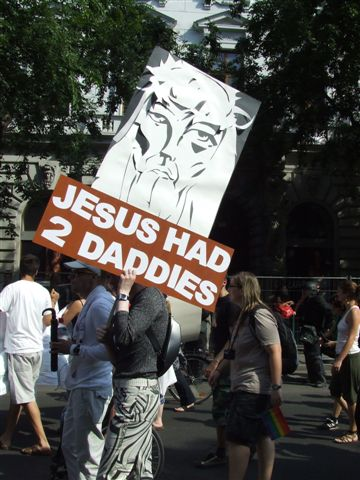
L'humour, comme ici sur un panonceau lors de la Gay Pride de Budapest, en 2008, qui dit « Jésus avait deux papas », est une arme favorite pour lutter contre les préjugés liés à l'homoparentalité.

La controverse entre les partisans et les opposants de la famille homoparentale est vive. En 1991, le groupe « Sociologie de la famille », créé en 1989 au sein du CNRS, publie La famille, l'état des savoirs qui ne consacre pas une ligne au couple homosexuel. 
En 2012, selon différents sondages, entre 48% et 52% des Français sont favorables à l'adoption homoparentale,. En 2018, selon un sondage Ifop réalisé pour La Croix, 60 % des Français sont favorables à l'ouverture de la PMA aux couples de femmes,.
En juin 2019, un rapport d’étude pour la Fondation Jasmin Roy Sophie Desmarais réalisé par l'Ifop indique que, pour 72 % (respectivement : 68 %) des sondés, un enfant peut s'épanouir aussi bien dans une famille avec deux mères (respectivement : deux pères) que dans une famille avec un père et une mère.
Selon la philosophe Sylviane Agacinski, la distinction fondamentale entre les membres d'un couple étant celle du sexe, parler d'homoparentalité revient donc à inventer la catégorie des hétérosexuels et rejeter la division, qu'elle considère comme fondamentale, entre l'homme et la femme. Le rapport existant entre un enfant et un couple de deux parents est, selon elle, universel, et la différence sexuelle entre les parents correspond à la différence des sexes nécessaires à la reproduction. En 2007, elle écrit : « Si l'ordre humain, social et symbolique, donne aux individus une filiation double, mâle et femelle, ce n'est pas en raison des sentiments qui peuvent lier les parents entre eux, des désirs qui les animent ou des plaisirs qu'ils se donnent, c'est en raison de la condition sexuée de l'existence humaine et de l'hétérogénéité de toute génération dont la culture a jusqu'ici voulu garder le modèle. »
Cette approche a été contestée par le chercheur Louis-Georges Tin, président du Comité IDAHO. Dans son livre L'invention de la culture hétérosexuelle, il se donne pour objectif de montrer que l'hétérosexualité est une donnée construite, culturelle et historique, au même titre que l'homosexualité et la bisexualité.
Les opinions de Sylviane Agacinski sont également critiquées par des sociologues comme Éric Fassin et Martine Gross. Dans une tribune signée avec Gilles Bon-Maury, Martine Gross dénonce une confusion entre sexualité et procréation qui conduit à dénier des parents aux enfants. Elle prône au contraire une conception « plus laïque » de la filiation, passant outre au primat biologique.

### Recherches sur les compétences parentales et le développement des enfants issus de familles homoparentales
Depuis les années 1970, quelques dizaines de recherches empiriques ont tenté de vérifier si les enfants issus de leur famille se développaient aussi bien que ceux de familles hétéroparentales. La qualité méthodologique de ces recherches est très disparate et leurs thèmes très variés. Selon les recensions de Fitzgerald, Anderssen et al., Tasker, Patterson et Pawelski et al., ces recherches portent sur des cibles aussi diverses que : l'attachement, le développement affectif et émotionnel,,,,, l'ajustement comportemental,, l'ajustement social,,,,, le développement intellectuel,,, la performance académique,, l'identité et l'orientation sexuelle,,,,, les comportements sexués,,,, les indices de stigmatisation,, etc. Les auteurs de recensions observent, le plus souvent, que les résultats de ces recherches montrent peu ou pas de différences entre les compétences parentales ou entre les développements des enfants issus des deux types de familles,,,,. Des auteurs affirment même qu'on peut parler d'un large consensus. À ce chapitre, il y a quand même de notables exceptions. La recension de Belcastro, en 1994, comptait 14 recherches empiriques relevant des différences significatives et, en 2005, Quick en comptait 20. Depuis, se sont ajoutées d'autres recherches empiriques qui montrent des différences significatives, notamment la recherche de Sirota, Goldberg, d'Allen, Sullins, et la controversée recherche empirique de Regnerus qui enregistre à elle seule 25 différences sur 40 variables mesurées.
Dans une revue de la littérature plus explicative, les sociologues Stacey et Biblarz suggèrent que cette dissension entre les auteurs reflète un affrontement de nature plus idéologique. Selon eux, deux courants s'affrontent par publications scientifiques interposées. D'un côté, les représentants d'une vision « anti-gay » « hétéronormative » de la famille qui présument que le développement sain d'un enfant dépend de soins donnés par des parents hétérosexuels mariés. De l'autre côté, les nombreux chercheurs en psychologie qui ne partagent pas cette vision conservatrice et qui sont « compatissants » avec les parents de même sexe. Comme les premiers chercheraient, dans les données empiriques sur le développement comparé des enfants, la preuve de différences préjudiciables, les seconds chercheraient « défensivement » à montrer qu'il n'y en a pas [“no difference” doctrine].
« We agree, however, that ideological pressures constrain intellectual development in this field. In our view, it is the pervasiveness of social prejudice and institutionalized discrimination against lesbians and gay men that exerts a powerful policing effect on the basic terms of psychological research and public discourse on the significance of parental sexual orientation. The field suffers less from the overt ideological convictions of scholars than from the unfortunate intellectual consequences that follow from the implicit hetero-normative presumption governing the terms of the discourse — that healthy child development depends upon parenting by a married heterosexual couple. While few contributors to this literature personally subscribe to this view, most of the research asks whether lesbigay parents subject their children to greater risks or harm than are confronted by children reared by heterosexual parents. Because anti-gay scholars seek evidence of harm, sympathetic researchers defensively stress its absence. »
Stacey et Biblarz croient observer que cet alignement doctrinaire a infléchi non seulement les cibles et les protocoles de recherche, mais aussi l'interprétation des données au point de bloquer en partie le développement de ce domaine de recherche. Ils donnent l'exemple de recherches, comme celle de Tasker & Golombok (1997), qui montrent des différences significatives entre enfants de famille hétéroparentales et homoparentales. Normalement ces différences auraient dû éveiller l'intérêt et conduire à des recherches plus pointues. Malheureusement, observent Stacey et Biblarz, le contexte politique a plutôt conduit les chercheurs à minimiser ces résultats dans leurs discussions pour finalement conclure, conformément à la doctrine, qu'il n'y a quand même « pas de différences ». Dans leur propre recension, Vecho et Schneider (2005) retiendront, de façon plus générale que ce « champ de recherche reste encore limité par le contexte polémique et militant qui a accompagné l’émergence de ces travaux » (p. 271).
Malgré leurs dissensions, les acteurs des deux camps partagent un certain tronc méthodologique commun. Concernant la collecte des données, ils admettent à peu près tous que les recherches empiriques actuelles présentent d'importants biais méthodologiques. Des commentateurs observent que le piège du double standard les conduit, chacun de leur côté, à exalter la valeur des méthodes qui conduisent à des résultats qui les confortent dans leurs convictions et à dénigrer les méthodes qui conduisent à des résultats adverses. Mais, malgré tout, certains repères demeurent communs.

#### La sélection des sujets de recherche
Dans une recension portant sur 23 recherches empiriques, Anderssen et al. (2002) constataient déjà qu'elles reposaient toutes sur des échantillons des sujets de type convenience ou ne précisaient pas l'origine des sujets. Anderssen et al., à la suite de Fitzgerald, expliquent que les recherches sur l'homoparentalité sont menées dans des conditions difficiles de recrutement et que ces contraintes conduisent les chercheurs à adopter des méthodes incertaines,,. Le plus souvent, les sujets sont recrutés par petites annonces dans des magazines spécialisés s'adressant à cette cible ou par des sondages en « boule de neige » ; méthode consistant à demander à un sujet déjà recruté de suggérer d'autres personnes qui appartiennent à son réseau de relations. Les recherches plus récentes présentent la même caractéristique. En fait, à l'heure actuelle, seulement 7 recherches portant sur 4 échantillons probabilistes ont été publiées,,,,,,.
Bien que, dans d'autres contextes, ces méthodes de recrutement ne soient pas toujours contraires à une bonne démarche scientifique, il est généralement admis qu'elles tendent à composer des échantillons qui ne sont pas représentatifs de la population étudiée. Par exemple, dans les recherches considérées ici, les sujets homoparentaux sont presque toujours blancs, instruits et ont de bons revenus,,. Les auteurs de ces recherches le signalent d'ailleurs eux-mêmes comme une source de biais (biais de sélection) dans la discussion de leurs résultats. Par ailleurs, il est reconnu que, dans un contexte de recherches portant sur un thème controversé, ce mode de recrutement est encore plus hasardeux puisqu'il pourrait ouvrir la porte à une surreprésentation de candidats cherchant la désirabilité sociale ou qui participent à une croisade politique,. 

« Évidemment, en adoptant une telle approche, on attire des couples ayant un niveau de scolarité assez élevé et entretenant des liens avec la communauté homosexuelle. Ceux-ci pourraient être des militants (…) qui veulent poser un geste politique en tant qu’homosexuels, ou les couples qui s’entendent particulièrement bien pourraient décider d’être interviewés ou de répondre à un questionnaire, ce qui influencerait les résultats de la recherche et rendrait l’interprétation des résultats difficile. »

#### Groupes témoin
Le groupe témoin est un groupe de référence hétéroparentale auquel l'échantillon de parents ou d'enfants homoparental est comparé. Pour que la méthodologie soit valide, les deux groupes doivent être « appariés », c'est-à-dire être identiques sauf en ce qui regarde la variable à l'étude. On désigne ce principe sous l'expression « toutes choses égales par ailleurs » (ceteris paribus). Malheureusement, certaines recherches empiriques ne comportent pas de groupe contrôle (10 sur 23 dans la revue de Anderssen et al.) et ceux qui en comportent ne sont pas toujours bien appariés. Par exemple, dans la recherche de Bos de 2010, la composition ethnique et le niveau d'instruction des parents ne sont pas équivalents et dans la recherche de Regnerus de 2012, la structure familiale est uniforme dans un groupe et disparate dans l'autre. Dans ces circonstances, le chercheur n'est pas certain si ce qu'il mesure est l'effet de sa variable à l'étude ou l'effet des autres différences qui séparent les deux groupes (biais de confusion).

#### Dispositif d'insu
Il est reconnu que les préjugés d'un chercheur influencent la mesure de ses résultats dans le sens de ses attentes. On appelle ce phénomène l'effet Pygmalion. Réciproquement, les sujets d'une recherche modifient plus ou moins consciemment leur comportement lorsqu'ils savent être l'objet d'une mesure ou d'une observation. Ce changement est d'autant plus important que l'observation concerne des conduites pouvant faire l'objet de jugement de valeur. On appelle ce phénomène l'effet Hawthorne. Pour neutraliser ces biais de confusion qui fausseraient les résultats, un protocole rigoureux doit, autant que possible, prévoir des mesures d'insu. Par exemple, le chercheur principal confie la correction des questionnaires de recherche et les calculs à des collègues qui ignorent ses hypothèses de recherche et il donne le moins de détails possible à ses sujets pour ne pas influencer leurs réponses. Ces dispositifs sont très rarement utilisés, de façon complète, par les chercheurs en homoparentalité (1 sur 23 dans la revue de Anderssen et al., celle de Bailey et al. (1995)). Cette absence d'un dispositif d'insu, remarquent certains, serait particulièrement fâcheuse dans un champ d'investigation où, justement, les chercheurs et chercheuses « affichent publiquement leur orientation homosexuelle ou leur parti pris pour des courants émancipatoires radicaux »).

#### Autres problèmes
Si on ajoute que le plus souvent les recherches reposent sur des questionnaires adressés aux parents, que le groupe est souvent composé d'un trop petit nombre de sujets pour être statistiquement fiable et que la plupart des recherches portent sur des familles homoparentales maternelles (lesbiennes) et sur des enfants trop jeunes pour conclure à l'absence d'effet à long terme,,,,, on mesure mieux toute la difficulté à tirer des conclusions tranchées.
« In summary, research on diversity among families with lesbian and gay parents and on the potential effects of such diversity on children is still sparse (Martin, 1993, 1998; Patterson, 1995b, 2000, 2001, 2004; Perrin, 2002; Stacey & Biblarz, 2001; Tasker, 1999). Data on children of parents who identify as bisexual are still not available, and information about children of non-White lesbian or gay parents is hard to find (but see Wainright et al., 2004, for a racially diverse sample)… However, the existing data are still limited, and any conclusions must be seen as tentative… It should be acknowledged that research on lesbian and gay parents and their children, though no longer new, is still limited in extent. Although studies of gay fathers and their children have been conducted (Patterson, 2004), less is known about children of gay fathers than about children of lesbian mothers. Although studies of adolescent and young adult offspring of lesbian and gay parents are available (e. g., Gershon et al., 1999; Tasker & Golombok, 1997; Wainright et al., 2004), relatively few studies have focused on the offspring of lesbian or gay parents during adolescence or adulthood. »

#### Conclusions
Les auteurs plus favorables à l'homoparentalité contourneront ce lourd bilan méthodologique en formulant des conclusions par la négative. Ils affirmeront que la littérature scientifique ne permet pas de confirmer que les parents de familles homoparentales sont de moins bons parents ou que les enfants ne se développent pas aussi bien dans ce type de famille,,. Inversement, les auteurs moins favorables à l'homoparentalité concluront plutôt qu'on ne peut pas retenir de ces études que les parents de même sexe sont d'aussi bons parents, ou qu'on ne peut tirer aucune conclusion de ces recherches.

### L'orientation sexuelle des parents joue-t-elle un rôle dans celle des enfants?
C'est la question qui a fait l'objet du plus grand nombre de recherches concernant les conséquences d'une éducation reçue de parents de même sexe. Bien que les seuils de signification statistique ne soient pas toujours atteints, il ressort des recherches que les enfants issus de ces familles semblent envisager plus librement la possibilité d'avoir des relations avec des partenaires de même sexe, effectuent des expériences de cette nature en un peu plus grand nombre et sont moins susceptibles de s'identifier comme exclusivement hétérosexuels,,,. Par contre, ce libéralisme ne semble pas non plus conduire un beaucoup plus grand nombre d'enfants à s'identifier exclusivement comme homosexuels une fois adulte,.

## Culture

### Cinéma et séries télévisées
Des œuvres de fiction ont montré des exemples d'homoparentalité au cinéma et dans les séries télévisées. Le film français La Cage aux folles (1978) est l’un des premiers à aborder le sujet de l'homoparentalité, car l'un des deux hommes, anciennement marié, avait eu un enfant. Plus récemment, le film français La Fête des pères (1990), le film américano-taïwanais Garçon d'honneur (1993) et le film japonais Hush! (2001) montrent comment un couple d'homosexuels et une femme célibataire conçoivent ensemble un enfant (de manière involontaire dans le premier). Le film français de 2008 Comme les autres présente une situation similaire.
Le téléfilm franco-belge  Tous les papas ne font pas pipi debout (1998) met en scène un couple de lesbiennes dont le petit garçon veut connaître son papa. On retrouve une intrigue proche dans le film américain Tout va bien ! The Kids Are All Right (The Kids Are All Right) (2010).
Dans les deux séries télévisées Queer as Folk (britannique, 1999-2000) et Queer as Folk (américaine, 2000-2005), deux lesbiennes élèvent un enfant et découvrent la coparentalité avec le père biologique, meilleur ami gay de l'une des mères. La série américaine The L Word (2004-2009) montre un couple lesbien ayant un enfant, et pose dans les dernières saisons la question des familles homoparentales en situation de séparation et les problèmes notamment légaux que cela peut entraîner lorsque le couple n'est pas marié.
La série Six Feet Under (2001-2005) traite de l'adoption homoparentale : deux hommes en couple y adoptent deux enfants (2 jeunes frères). Le film canadien Breakfast with Scot (2008) aborde lui aussi la question de l'adoption par un couple gay d'un enfant qui se révèle être homosexuel lui-même. Dans le film suédois primé Les Joies de la famille (2009), un couple d'hommes adopte ce qu'ils croient être un nourrisson pour se retrouver avec un jeune ex-délinquant de 15 ans à la suite d'une erreur administrative.
Modern Family est une série télévisée américaine, créée par Christopher Lloyd II et Steven Levitan, et diffusée depuis le 23 septembre 2009 sur ABC, dans laquelle évolue entre autres un couple de gays ayant récemment adopté une petite Vietnamienne. Cette série aborde la question de l'homoparentalité sous forme d'un faux documentaire et relate de manière comique les différentes situations auxquelles sont exposés ces nouveaux papas.
The Fosters est une série télévisée américaine diffusée depuis le 3 juin 2013 sur ABC Family, créée par Peter Paige et Bradley Bredeweg, qui raconte l'histoire d'un couple de lesbiennes, Stef Foster, policière, et Lena Adams, proviseur adjoint dans un lycée, mamans de 3 enfants (le fils biologique de Stef et de son ancien mari, et 2 jumeaux adoptés). Le couple accueille par la suite une adolescente issue de famille d'accueil, ainsi que son jeune frère. Cette série aborde le sujet de l'adoption dans un couple homosexuel.
D'autres films ou séries télévisées abordent de près ou de loin le thème de l'homoparentalité ou de la coparentalité : Glee, Un couple presque parfait, Desperate Housewives, Gazon maudit, Clara Sheller, Brothers & Sisters, Metrosexuality, Tout est relatif…
Hors fiction, le film documentaire Naître père (2013) suit l'attente de jumeaux par un couple français d'hommes dont les bébés sont portés par une Américaine.
La série Bienvenue chez les Loud a également présenté un couple gay nommé Harold et Howard McBride où ils accompagnent leur unique fils Clyde à la soirée pyjama.

### Musiques
- La chanson Mon petit mec et moi, du groupe Les Wriggles, sortie en 2005, traite du regard que porte la société sur l'homoparentalité.
- La chanson Les deux hommes, de Lynda Lemay, sortie en 2002, narre l'histoire de « deux mâles » qui sont aussi « deux pères ».
- Dans la chanson Petit pédé, sortie en 2002, Renaud évoque l'homoparentalité à travers un couplet : « Rêv'rez peut-être d'un enfant / Y en a plein les orphelinats / Sauf que pour vous papa-maman / C'est juste interdit par la loi ».
- La chanson La Petite fille aux deux papas, de Dave, sortie en 2018, évoque l'homoparentalité.

### Jeux vidéo
À la fin de The Last of Us Part II, Ellie, le personnage principal, forme un couple homoparental avec sa petite amie Dina en élevant avec celle-ci le fils qu'elle a eu avec son défunt ex-petit ami Jesse.

### Romans et témoignages
- Myriam Blanc, Elles eurent beaucoup d'enfants… et se marièrent : Histoire d'une famille homoparentale, Le Bec en l'Air, 2005 (ISBN 978-2-9521472-5-5)
- Claire Breton, J'ai 2 mamans, c'est un secret : Foyer Homos : Des enfants racontent, Leduc.s Éditions, 2005, 188 p. (ISBN 978-2-84899-062-0)
- Brigitte Célier, Maman, Mamour, ses deux mamans : Grandir dans une famille homoparentale, Paris, Anne Carrière, 2008, 197 p. (ISBN 978-2-84337-488-3)
- Muriel Douru, Deux mamans et un bébé : récit, Paris, KTM éditions, 2011, 2e éd. (1re éd. 2008), 188 p. (ISBN 978-2-913066-49-6)
- Éric Dubreuil, Des parents de même sexe, Odile Jacob, 1998, 332 p. (ISBN 978-2-7381-0596-7, lire en ligne)
- Daniel Garcia, Papa, il est où papa ? : Enquête sur l'homoparentalité, Paris, Les Arènes, 2010, 206 p. (ISBN 978-2-35204-110-8)
- Christophe Girard, Père comme les autres, Hachette, 2006 (ISBN 978-2-01-235864-5)
- Martine Gross et Mathieu Peyceré, Fonder une famille homoparentale : Questions éthiques, juridiques, psychologiques… et quelques réponses pratiques, Paris, J'ai lu, coll. « J'ai lu Bien-être », 2007, 2e éd. (1re éd. 2005), 382 p. (ISBN 978-2-290-35342-4)
- Stéphanie Kaim, Nous, enfants d'homos : Homoparentalité : une génération témoigne, La Martinière, 2006, 171 p. (ISBN 978-2-84675-203-9)
- Laurent Mullens, Dis, c'est quoi l'homoparentalité ?, Bruxelles, La Renaissance du Livre, 2023, 96 p. (ISBN 978-25-07058-11-1)
- Dan Savage (trad. de l'anglais), The Kid : une histoire d’adoption, Moncrabeau, Laville, 2012, 268 p. (ISBN 979-10-90134-10-2)
- Taina Tervonen et Zabou Carrière, Fils de, Trans Photographic Press, 2011 (ISBN 978-2-913176-92-8)
- Éric Verdir, Laissez-moi tous mes parents : pour une reconnaissance de la coparentalité, Le Triadou, H&O, 2014, 217 p. (ISBN 978-2-84547-205-1)

### Littérature jeunesse
- Latifa Alaoui M. (ill. Stéphane Poulin), Marius, L'Atelier du poisson soluble, 2001, 24 p. (ISBN 978-2-913741-07-2)
- Ariane Bertouille (ill. Marie-Claude Favreau), Ulysse et Alice, Montréal, éditions du remue-ménage, 2006 (ISBN 978-2-89091-528-2)
- (en) Susanne Bösche (trad. du danois), Jenny Lives with Eric and Martin [« Mette bor hos Morten og Erik »], Gay Men's Press, 1983 (1re éd. 1981) (ISBN 978-0-907040-22-4)
- Béatrice Boutignon, Tango a deux papas et pourquoi pas ?, Paris, Le Baron perché, 2014 (ISBN 978-2-36080-104-6)
- Ingrid Chabbert et Chadia Loueslati, La fête des deux mamans, Carcassonne, Les petits pas de Ioannis, 2010, 25 p. (ISBN 978-2-9536913-0-6)
- Émilie Chazerand, Les papas de Violette, Vanves, Gautier-Languereau, coll. « Les grandes thématiques de l'enfance », 2017 (ISBN 978-2-01-702432-3)
- Morgane David, J'ai 2 papas qui s'aiment, Hatier, coll. « Éthique et toc », 2007, 24 p. (ISBN 978-2-218-92805-5)
- Muriel Douru, Dis… mamans, éditions gaies et lesbiennes, 2003, 24 p. (ISBN 978-2-912706-20-1)
- Sophie Kovess-Brun (ill. Sandrine Revel), Le voyage de June, Vincennes, Des ronds dans l'O, 2015 (ISBN 978-2-917237-86-1, présentation en ligne) L'ouvrage évoque l'homosexualité féminine et l'homoparentalité[106], par le biais des « deux mamans » de June.
- (en) Lesléa Newman et Diana Souza (ill. Dana Kingsbury), Heather Has Two Mommies, Alyson Books, 1989 (ISBN 978-1-55583-543-9)
- Juliette Parachini-Deny et Marjorie Béal, Mes deux papas, Nice, Des ronds dans l'O, 2013, 27 p. (ISBN 979-10-91978-44-6)
- Christine Renaudin (ill. Julie Stein), Théo a deux mamans, Nancy, Le Verger des Hespérides, coll. « Humanistes en verve ! », 2012, 20 p. (ISBN 978-2-917642-53-5)
- Justin Richardson et Peter Parnell (trad. de l'anglais, ill. Henry Cole), Et avec Tango, nous voilà trois !, Voisins-le-Bretonneux, Rue du monde, 2013, 35 p. (ISBN 978-2-35504-288-1)
- Ophélie Texier, Jean a deux mamans, L'École des loisirs, 2004 (ISBN 978-2-211-07457-5)